# Khabaz
Khabaz (en russe : Хабаз) est un village du raïon de la Zolka de la Kabardino-Balkarie, en Russie. Sa population s'élevait à 1 782 habitants en 2023.

## Géographie
Khabaz est située dans la république de Kabardino-Balkarie, un sujet de Ciscaucasie de la Russie. Le village se trouve dans le district fédéral du Caucase du Nord. Khabaz est l'une des localités du raïon de la Zolka, une subdivision de la république dont le centre administratif est le village de Zaloukokoaje. Le village forme l'établissement rural de Khabaz, une municipalité dont il est la seule localité.

## Démographie
Recensements (*) et estimations de la population:
| 2002 * | 2010* | 2021* | 2023  | - |
| ------ | ----- | ----- | ----- | - |
| 1 881  | 1 684 | 1 793 | 1 782 | - |